# One Crimson Night
One Crimson Night è un doppio album e DVD della band svedese power metal HammerFall. Il disco fu registrato durante un concerto a Lisebergshallen, Svezia.

## Tracce

### DVD
1. Lore of the Arcane
2. Riders of the Storm
3. Heeding the Call
4. Stone Cold
5. Hero's Return
6. Legacy of Kings
7. Bass Solo: Magnus Rosén
8. At the End of the Rainbow
9. The Way of the Warrior
10. The Unforgiving Blade
11. Glory to the Brave
12. Guitar Solo: Stefan Elmgren
13. Let the Hammer Fall
14. Renegade
15. Steel Meets Steel
16. Crimson Thunder
17. Templars of Steel
18. Gold Album Award
19. Hearts On Fire
20. HammerFall

#### Bonus
1. On the Road Documentary by Bosse Holmberg
2. Photo Galleries
3. Sottotitoli

### Disco 1
1. Lore of the Arcane
2. Riders of the Storm
3. Heeding the Call
4. Stone Cold
5. Hero's Return
6. Legacy of Kings
7. Bass Solo: Magnus Rosén
8. At the End of the Rainbow
9. The Way of the Warrior
10. The Unforgiving Blade
11. Glory to the Brave
12. Guitar Solo: Stefan Elmgren
13. Let the Hammer Fall

### Disco 2
1. Renegade
2. Steel Meets Steel
3. Crimson Thunder
4. Templars of Steel
5. Hearts on Fire
6. HammerFall
7. The Dragon Lies Bleeding (Bonus Track)
8. Stronger Than All (Bonus Track)
9. A Legend Reborn (Bonus Track)

## Formazione
- Joacim Cans - voce
- Oscar Dronjak - chitarra
- Stefan Elmgren - chitarra
- Magnus Rosén - basso
- Anders Johansson - batteria